# Уорън (окръг, Кентъки)
Окръг Уорън (на английски: Warren County) е окръг в щата Кентъки, Съединени американски щати. Площта му е 1419 km², а населението - 108 669 души. Административен център е град Боулинг Грийн.